# Béarns klima
Béarns klima er meget sammensat, og det skyldes flere forskellige faktorer:
- Breddegraden: Området er et af Frankrigs sydligste, hvad der åbner det for uroligt vejr fra havet.
- Pyrenæerne: I den sydlige del af området ligger bjergene som en barriere, som især mod slutningen af foråret standser vindene fra nordvest, hvad der giver rigelig nedbør. Om efteråret og om vinteren, derimod, kommer vinden fra syd og sydvest, og det giver behageligt høje temperaturer ledsaget af en skyfri himmel og en enestående klarhed i luften. Det skyldes føhnvirkningen, som kan give Pau 20-25° og solskin i januar og februar.
- Atlanterhavet: Havets nærhed er afgørende vest for en linje mellem Puyoo og Larrau med tørre somre og svage temperaturudsving. Klimater bliver mere fastlandsagtigt ved foden af Béarns bjerge, hvor temperaturudsvingene bliver større med en tilbøjelighed for sommerbyger.

## Klimafaktorer

### Temperatur
- Gennemsnit: Den gennemsnitlige månedstemperatur overstiger ikke 23° C om sommeren og synker ikke under 4° C om vinteren.
- Frost: Det er meget sjældent, at temperaturen bliver under 0° C et helt døgn, da morgenens negative temperaturer hurtigt stiger efter kl. 10. Antallet af frostnætter ved Pau ligger mellem 15 og 35 pr. år, og antallet af dage uden tøvejr ved Pau er blot 1-2.
- Hedebølger: Antallet af døgn, hvor temperaturen kommer over 25° C ved Pau, er 40-60 om året.
- Rekordvarme: Temperaturer over 35° C er sjældne, og varme forbundet med høj luftfugtighed er ikke almindelig.

### Nedbør
- Regn: Området bliver vædet godt med et årsgennemsnit på 1870 – 1000 mm målt fra sydvest mod nordøst og 1500 – 1770 mm målt fra nordvest mod sydøst. Ved Pau er nedbøren over 90 mm undtagen i månederne juni-september. Indenfor én måned kan nedbørsmængden variere fra 10 mm til over 300 mm, men mængderne på årsbasis varierer mindre. Regnvejr er almindeligt fra begyndelsen af vinteren til slutningen af foråret. Mens Bretagne har 156 dage med regn om året, har Pau kun 130.
- Sne: Snevejr er sjældent på slettelandet, og sneen ligger ikke længe. Antallet af snedøgn ved Pau er 3-6 pr. år.
- Tåge: Havbriserne fremmer ikke dannelsen af tåge. Den er mere almindelig i bunden af dalene eller langs vandløbene. Ved Pau ses tåge 30-45 gange om året, mens der kan være mere end 50 døgn med tåge i det indre af landet.
- Luftfugtighed: Fugtigheden er generelt høj, men der er altid en sænkning ved middagstid, hvad der giver indtryk af merer tørre forhold, ned man kan måle. Oplevelsen af "tung varme" er kraftig på sletten ved Pau, hvor vinden er svag, men til gengæld sker det ikke så tit.

### Solindstråling
- Solskin: Den gennemsnitlige, månedlige solindstråling er over 150 timer fra marts til oktober og over 170 fra maj til september (ca. halvdelen af det mulige). Disse tal kan sammenlignes med dem fra Parisområdet mellem april og juni, og for resten af året kan tallene sammenlignes med Middelhavsområdet. Især om efteråret er antallet af solskinstimer bemærkelsesværdigt.

### Vind
- Vind: Mens vinden er meget svag i Béarn og især omkring Pau, oplever baskerlandet kystbriser i nærheden af havet. Bjergene har deres dalbriser, som gør nætterne milde, mens nattekulden samler sig på slettelandet. Visse bjergskråninger i Béarn kan være meget vindudsatte.
- Havbyger: Når der er vestenvind, kan der opstå lavthængende byger, som kan trænge langt ind mod øst. Men de varer ikke længe, og de er et pusterum af mildhed efter nogle varme dage.

## Sammenfatning
Områdets klima er mildt oceanisk. Det er kendetegnet af en mild vinter og et regnfuldt forår. Dette aquitanske klima har to regnhøjdepunkter om året, april og november, som adskiller en tør senvinter fra en tør sommer. Ofte har oktober svag nedbør efter voldsomme byger i august og september. Den gode fordeling af solskinstimer hen over året betyder, at vinteren føles mindre barsk. Alt i alt har området et tempereret klima uden voldsomme temperaturer, en hastigt skiftende himmel uden lange perioder med gråvejr eller tåge, og først og fremmest en enestående sensommer, der kan minde om Middelhavskystens.

## Eksterne links
- Klimaet i Pyrénées-Atlantiques, herunder Béarn Arkiveret 2. december 2007 hos  Wayback Machine (fransk)
- Geografi og klima i Béarn (Webside ikke længere tilgængelig)

(fransk)